# When My Love Blooms
When My Love Blooms (hangul: 화양연화 – 삶이 꽃이 되는 순간; hanja: 花樣年華 — 삶이 꽃이 되는 瞬間; rr: Hwayang-yeonhwa — Salmi Kkochi Doeneun Sun-gan) é uma telenovela sul-coreana exibida pela tvN de 25 de abril a 14 de junho de 2020, estrelada por Yoo Ji-tae, Lee Bo-young, Park Jin-young e Jeon So-nee.

## Enredo
Han Jae-hyun (Yoo Ji-tae) e Yoon Ji-soo (Lee Bo-young) se conheceram e se apaixonaram quando eram estudantes universitários. Vinte anos depois, eles se cruzam novamente: Jae-hyun se tornou um empresário de sucesso que busca riqueza e honra, enquanto Ji-soo é mãe e trabalhadora contratada vivendo uma vida difícil.

## Elenco

### Elenco principal
- Yoo Ji-tae como Han Jae-hyun[2]
  - Park Jin-young como Jae-hyun (jovem)[2]
- Lee Bo-young como Yoon Ji-soo[2]
  - Jeon So-nee como Ji-soo (jovem)[2]

### Elenco de apoio

#### Pessoas ao redor de Ji-soo
- Jang Gwang como Yoon Hyung-gyu, pai de Ji-soo
- Lee Jong-nam como Jung Sook-hee, mãe de Ji-soo
- Chae Won-bin como Yoon Ji-young, irmã de Ji-soo
- Go Woo-rim como Lee Young-min, filho de Ji-soo

#### Pessoas ao redor de Jae-hyun
- Moon Sung-keun como Jang San, sogro de Jae-hyun
- Park Si-yeon como Jang Seo-kyung, ex-esposa de Jae-hyun
- Park Min-soo como Han Joon-seo, filho de Jae-hyun que intimida o filho de Ji-soo
- Kang Young-suk como Kang Joon-woo
- Kim Ho-chang como Jung Yoon-gi
- Nam Myung-ryul como Han In-ho, pai de Jae-hyun
- Son Sook como Lee Kyung-ja, mãe de Jae-hyun

#### Outros
- Woo Jung-won como Yang Hye-jung
  - Park Han-sol como Hye-jung (jovem)
- Lee Tae-sung como Joo Young-woo
  - Byung Hun como Young-woo (jovem)
- Min Sung-wook como Lee Dong-jin
- Eun Hae-sung como Dong-jin (jovem)
- Kim Joo-ryung como Sung Hwa-jin
- Han Ji-won como Hwa-jin (jovem)
- Kim Young-hoon como Lee Se-hoon, ex-marido de Ji-soo
- Choi Woo-hyuk como Se-hwi, amante de Seo-kyung
- Kim Young-ah como Choi Sun-hee

## Trilha sonora

### Parte 1
| Lançado em 25 de abril de 2020 |                                       |              |         |  |
| N.º                            | Título                                | Artista      | Duração |  |
| 1.                             | "The Season Like You" (너라는 계절은) | Jang Hye-jin | 3:56    |  |
| 2.                             | "The Season Like You" (Inst.)         |              | 3:56    |  |

### Parte 2
| Lançado em 26 de abril de 2020 |                             |                                 |         |  |
| N.º                            | Título                      | Artista                         | Duração |  |
| 1.                             | "Fall In Love" (빠져드나봐) | Choi Young-jae & Choi Jung Yoon | 3:23    |  |
| 2.                             | "Fall In Love" (Inst.)      |                                 | 3:23    |  |

### Parte 3
| Lançado em 2 de maio de 2020 |                                                      |         |         |  |
| N.º                          | Título                                               | Artista | Duração |  |
| 1.                           | "Someday We Will Meet Again" (다시 만날 날이 있겠죠) | KLANG   | 4:47    |  |
| 2.                           | "Someday We Will Meet Again" (Inst.)                 |         | 4:47    |  |

### Parte 4
| Lançado em 3 de maio de 2020 |                                 |             |         |  |
| N.º                          | Título                          | Artista     | Duração |  |
| 1.                           | "One Day" (어느 날 어느 시간에) | Kim Bum-soo | 3:44    |  |
| 2.                           | "One Day" (Inst.)               |             | 3:44    |  |

### Parte 5
| Lançado em 9 de maio de 2020 |                                      |               |         |  |
| N.º                          | Título                               | Artista       | Duração |  |
| 1.                           | "If You Just Love" (그저 사랑한다면) | Han Dong-geun | 3:52    |  |
| 2.                           | "If You Just Love" (Inst.)           |               | 3:52    |  |

### Parte 6
| Lançado em 10 de maio de 2020 |                                  |             |         |  |
| N.º                           | Título                           | Artista     | Duração |  |
| 1.                            | "When My Love Blooms" (화양연화) | Park Yo-han | 4:41    |  |
| 2.                            | "When My Love Blooms" (Inst.)    |             | 4:41    |  |

### Parte 7
| Lançado em 16 de maio de 2020 |                        |                |         |  |
| N.º                           | Título                 | Artista        | Duração |  |
| 1.                            | "Wooden Bench"         | Kim Hyun-joong | 2:00    |  |
| 2.                            | "Wooden Bench" (Inst.) |                | 2:00    |  |

### Parte 8
| Lançado em 17 de maio de 2020 |                     |             |         |  |
| N.º                           | Título              | Artista     | Duração |  |
| 1.                            | "A Promise"         | Dong Min-ho | 3:42    |  |
| 2.                            | "A Promise" (Inst.) |             | 3:42    |  |

### Parte 9
| Released on 23 de maio de 2020 |                                              |                              |         |  |
| N.º                            | Título                                       | Artista                      | Duração |  |
| 1.                             | "Even If You Don't Know" (그대는 모를지라도) | Fara Effect 1, Fara Effect 2 | 3:42    |  |
| 2.                             | "Even If You Don't Know" (Inst.)             |                              | 3:42    |  |

### Parte 10
| Released on 24 de maio de 2020 |                              |                              |         |  |
| N.º                            | Título                       | Artista                      | Duração |  |
| 1.                             | "The Book Store" (오늘의 책) | Fara Effect 1, Fara Effect 2 | 2:13    |  |
| 2.                             | "The Book Store" (Inst.)     |                              | 2:13    |  |

### Parte 11
| Lançado em 30 de maio de 2020 |                     |                |         |  |
| N.º                           | Título              | Artista        | Duração |  |
| 1.                            | "With You" (둘이서) | Kim Hyun-joong | 2:01    |  |
| 2.                            | "With You" (Inst.)  |                | 2:01    |  |

### Parte 12
| Lançado em 31 de maio de 2020 |                         |                              |         |  |
| N.º                           | Título                  | Artista                      | Duração |  |
| 1.                            | "Water Fog" (아침 안개) | Fara Effect 1, Fara Effect 2 | 2:37    |  |
| 2.                            | "Water Fog" (Inst.)     |                              | 2:37    |  |

### Parte 13
| Lançado em 7 de junho de 2020 |                                   |             |         |  |
| N.º                           | Título                            | Artista     | Duração |  |
| 1.                            | "I, The Survivor" (살아남은 이유) | Park Yo-han | 4:05    |  |
| 2.                            | "I, The Survivor" (Inst.)         |             | 4:05    |  |

## Classificação
Na tabela abaixo, os números azuis representam as audiências mais baixas e os números vermelhos representam as audiências mais elevadas.
| Episódio | Data de transmissão original | Participação média do público | Participação média do público |
| Episódio | Data de transmissão original | AGB Nielsen                   | AGB Nielsen                   |
| Episódio | Data de transmissão original | Em todo o país                | Seul                          |
| -------- | ---------------------------- | ----------------------------- | ----------------------------- |
| 1        | 25 de abril de 2020          | 5.431%                        | 6.297%                        |
| 2        | 26 de abril de 2020          | 4.400%                        | 5.670%                        |
| 3        | 2 de maio de 2020            | 5.420%                        | 6.235%                        |
| 4        | 3 de maio de 2020            | 4.209%                        | 4.862%                        |
| 5        | 9 de maio de 2020            | 4.209%                        | 5.233%                        |
| 6        | 10 de maio de 2020           | 3.891%                        | 4.612%                        |
| 7        | 16 de maio de 2020           | 3.896%                        | 4.782%                        |
| 8        | 17 de maio de 2020           | 4.104%                        | 5.180%                        |
| 9        | 23 de maio de 2020           | 3.772%                        | 4.446%                        |
| 10       | 24 de maio de 2020           | 3.739%                        | 4.329%                        |
| 11       | 30 de maio de 2020           | 4.301%                        | 4.885%                        |
| 12       | 31 de maio de 2020           | 3.878%                        | 4.320%                        |
| 13       | 6 de junho de 2020           | 4.128%                        | 4.990%                        |
| 14       | 7 de junho de 2020           | 3.655%                        | 4.379%                        |
| 15       | 13 de junho de 2020          | 4.842%                        | 5.429%                        |
| 16       | 14 de junho de 2020          | 4.514%                        | 5.200%                        |
| Média    | Média                        | 4.274%                        | 5.053%                        |

- Este drama foi transmitido por um canal de televisão por assinatura, que normalmente tem um público relativamente menor em comparação com as emissoras de televisão abertas (KBS, SBS, MBC e EBS).